# Analizator sygnałów
Analizator sygnału (ang. signal analyzer) – przyrząd, który mierzy wielkość i fazę sygnału wejściowego na jednej częstotliwości w zakresie częstotliwości pośredniej (ang. intermediate frequency, IF) urządzenia. Wykorzystuje techniki cyfrowe do wydobywania użytecznej informacji, która jest przenoszona przez sygnał elektryczny. W powszechnym użyciu określenie to dotyczy zarówno analizatorów widma, jak i analizatorów sygnałów wektorowych. Podczas gdy analizatory widma mierzą amplitudę lub wielkość sygnałów, analizator sygnału z odpowiednim oprogramowaniem lub programowaniem może mierzyć dowolny aspekt sygnału, taki jak modulacja. Sygnały wejściowe do analizatora sygnału są przekształcane na częstotliwość pośrednią w celu łatwiejszej analizy i są przekształcane na postać cyfrową w celu poddania złożonym obliczeniom algorytmicznym. Dzisiejsze analizatory sygnałów wysokiej częstotliwości osiągają dobre wyniki, optymalizując zarówno tak zwany analog front-end (AFE), jak i digital back end.

## Teoria operacji

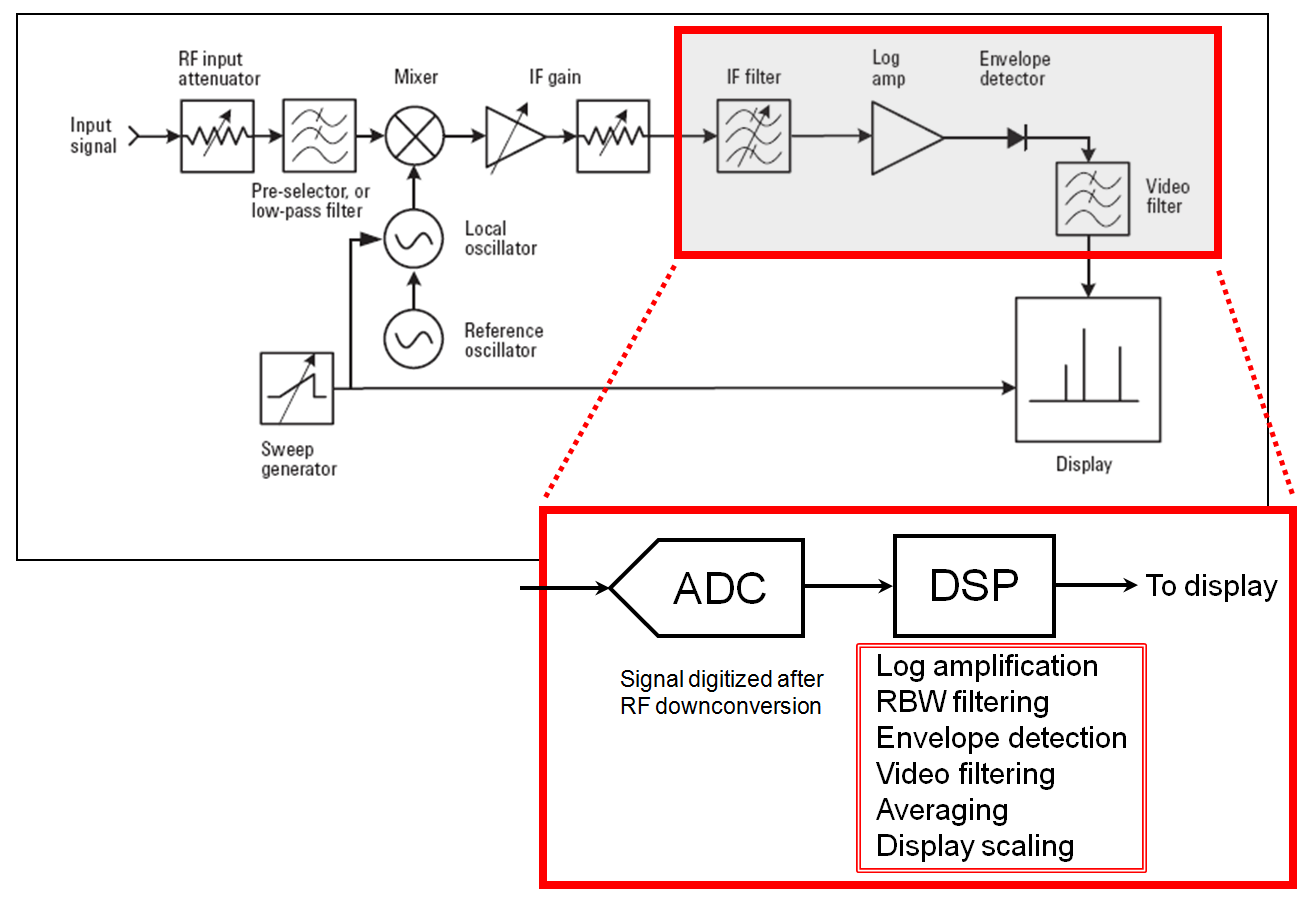
Nowoczesna architektura analizatorów sygnałów

Nowoczesne analizatory sygnału wykorzystują odbiornik superheterodynowy do konwersji w dół części widma sygnału do analizy. W cyfrowym przetwarzaniu sygnału, cyfrowy konwerter w dół (DDC) przekształca zdigitalizowany, ograniczony w paśmie sygnał na sygnał o niższej częstotliwości przy niższej częstotliwości próbkowania. Jak pokazano na rysunku po prawej stronie, sygnał jest najpierw konwertowany na częstotliwość pośrednią, a następnie filtrowany w celu ograniczenia pasma sygnału i zapobiegania aliasingowi, czyli nieodwracalnym zniekształceniom sygnału w procesie próbkowania wynikające z niespełnienia założeń twierdzenia Kotielnikowa-Shannona. Zniekształcenie to objawia się obecnością w wynikowym sygnale składowych o błędnych częstotliwościach (aliasów). Konwersja w dół może działać w trybie zsynchronizowanym, podobnym do tradycyjnego analizatora widma lub w trybie ustalonego strojenia. W trybie strojenia ustalonego zakres obniżonych częstotliwości nie ulega zmianie, a sygnał wyjściowy obniżenia częstotliwości jest następnie przetwarzany na postać cyfrową w celu dalszej analizy. Proces digitalizacji zazwyczaj obejmuje fazy / kwadraturę (I/Q) lub złożone próbkowanie, tak aby zachować wszystkie cechy sygnału, w przeciwieństwie do przetwarzania tylko z analizatorem widma. Szybkość próbkowania procesu digitalizacji może się zmieniać w zależności od rozważanego zakresu częstotliwości lub (bardziej typowo) sygnał może być ponownie próbkowany cyfrowo.

### Warunki analizatora sygnału
Uśrednianie
Uśrednianie jest techniką stosowaną przez analizatory sygnału, aby uwzględnić zakłócenia towarzyszące wielu typom sygnałów elektrycznych. Istnieją dwa rodzaje uśredniania, które mogą być wykonywane przez analizatory sygnałów. Uśrednianie RMS służy do określenia wielkości sygnału, ale nie może poprawić stosunku sygnału do szumu. Uśrednianie liniowe to technika wykorzystująca wiele pomiarów w pewnym czasie w celu poprawy stosunku sygnału do szumu w pomiarach.
Analiza wybieranych pasm (BSA)
Analiza wybierania pasma (BSA) jest cechą większości analizatorów sygnału, która pozwala użytkownikowi ustawić minimalne i maksymalne częstotliwości sygnałów, które mają być mierzone. Sygnały poza wybranym zakresem częstotliwości są odfiltrowywane z pomiarów. BSA zapewnia analizę sygnału w znacznie większej rozdzielczości niż jest to możliwe dla wszystkich częstotliwości w widmie.
Koherencja
Koherencja to pomiar mocy odpowiedzi sygnału, który zmierzy moc wyjściową w stosunku do mocy odniesienia sygnału wejściowego. Ten pomiar pomaga wyeliminować zakłócenia w pomiarach sygnału wywołane przez siły zewnętrzne, takie jak wibracje maszyny lub inne sygnały elektryczne.
Zakres dynamiczny
Zakres dynamiczny analizatora sygnału jest stosunkiem maksymalnej amplitudy sygnału do minimalnej mierzalnej amplitudy sygnału. Zakres dynamiczny jest wyrażony jako pojedyncza wartość, która jest różnicą między maksymalną i minimalną amplitudą.
Dynamiczny analizator sygnału
Dynamiczny analizator sygnałów jest w stanie mierzyć szeroki zakres sygnałów elektrycznych poprzez szeroki zakres filtrów. Pomiary mogą być wykonywane za pomocą dynamicznych analizatorów sygnałów we wszystkich domenach: dziedzinie czasu oraz dziedzinie częstotliwości. Dynamiczne analizatory sygnałów są również znane jako analizatory FFT, ponieważ ich pomiary są oparte na algorytmie szybkiej transformacji Fouriera.
Szybka transformata Fouriera (FFT)
Szybka transformata Fouriera (FFT) to algorytm opracowany w celu wydajnej konwersji pomiarów sygnałów elektrycznych z dziedziny czasu do dziedziny częstotliwości. Ze względu na złożoność obliczeń algorytm FFT można praktycznie zastosować tylko w analizatorach sygnałów z cyfrowym mikroprocesorem.
Dziedzina częstotliwości
Dziedzina częstotliwości jest jedną z trzech dziedzin lub perspektyw, dzięki którym można analizować sygnały elektryczne. Zbiór sygnałów jest mierzony w dziedzinie czasu przez analizator sygnału i konwertowany na domenę częstotliwości przez zastosowanie algorytmu FFT. Konwersja sygnału na dziedzinę częstotliwości polega na rozbiciu sygnału na poszczególne fale sinusoidalne.
Pasmo przenoszenia
Charakterystyka częstotliwościowa jest cechą sieci, w przeciwieństwie do charakterystyki sygnału elektrycznego. Definiuje się go jako stosunek wielkości i fazy sygnału wejściowego sieci do wytworzonego sygnału wyjściowego.
Network Analyzer
Analizator sieci jest rodzajem analizatora sygnału, który jest zoptymalizowany do pomiaru szerokiego zakresu sygnałów komunikacyjnych między dwoma lub większą liczbą elementów elektronicznych w sieci. Ta optymalizacja zapewnia dokładne pomiary amplitudy i fazy.
Przepustowość w czasie rzeczywistym
Obliczenia FFT wymagają czasu. Zapis czasowy pomiarów wykonywanych przez analizator sygnału zmienia się w zależności od zakresu częstotliwości analizatora. Im szerszy zakres częstotliwości, tym krótszy będzie rekord czasu. Jeśli zakres częstotliwości zostanie wystarczająco zwiększony, rekord czasu będzie równy czasowi obliczeniowemu FFT. Zakres częstotliwości w tym miejscu to przepustowość w czasie rzeczywistym.
Demodulacja sygnału
Demodulacja następuje, gdy sygnał zakodowany z informacją w fali rozgłaszania jest usuwany z towarzyszącego mu fali nośnej. Demodulacja jest częścią regularnego procesu odbiornika radiowego, ale może być również wykonywana przez analizator sygnału.

### Typowe zastosowanie
Analizatory sygnałów mogą wykonywać operacje zarówno analizatorów widma, jak i analizatorów sygnałów wektorowych. Analizator sygnału może być postrzegany jako platforma pomiarowa, z operacjami takimi jak analiza widma (w tym szum fazowy, moc i zniekształcenie) i analiza sygnału wektorowego (w tym analiza demodulacji lub jakości modulacji) wykonywana jako aplikacje pomiarowe. Te aplikacje pomiarowe można wbudować w platformę analizatora jako oprogramowanie pomiarowe lub zainstalować jako zmienne oprogramowanie użytkowe.